# 유로파 목성계 임무 - 라플라스
유로파 목성계 임무 - 라플라스(영어: Europa Jupiter System Mission – Laplace, 줄여서 EJSM/라플라스)는 미국 항공우주국과 유럽 우주국이 2020년대 목성의 위성인 유로파와 가니메데, 목성의 자기권을 탐사하기 위해서 발사하기로 계획했던 무인 우주선들이다. 탐사 계획은 목성계의 통합 연구를 수행하기 위해서 최소한 두 탐사선, 미국 항공우주국의 목성 유로파 궤도선과 유럽 우주국의 목성 가니메데 궤도선을 발사하기로 계획되었었다.
일본 우주항공연구개발기구와 러시아 연방 우주국은 유로파 목성계 임무에 관심을 보였지만, 어떠한 세부 사항도 협의되지 못했다. 목성 가니메데 궤도선은 약 1억 달러(710만 유로)가, 목성 유로파 궤도선은 약 4억 7000만 달러가 각각 필요할 것이라고 예상되었었다.
2011년 4월, 유럽 우주국은 미국 항공우주국에 주어진 예산으로 미루어 보았을 때 2020년경 미국과 유럽의 공동 탐사는 힘들다고 언급했고, 목성 가니메데 궤도선의 설계를 기본으로 한 목성 얼음 위성 탐사선 계획을 시작했다. 2012년 5월 2일, 목성 얼음 위성 탐사선을 유럽 우주국의 Cosmic Vision 계획 내의 탐사선으로 하여, L1 발사장에서 발사한다는 계획이 발표되었다.

## 기원
2008년 2월, 미국 항공우주국과 유럽 우주국은 주요 외행성 탐사 계획이라는 이름으로 외태양계의 위성들을 탐사하는 공동 연구 계획을 세웠다. 유로파 목성계 임무와 타이탄 토성계 임무라는 두 가지 계획이 이 과정에서 검토되었다.
2009년 2월, 미국 항공우주국과 유럽 우주국은 유로파 목성계 임무에 타이탄 토성계 임무보다 더 높은 우선권을 부여했다. 유럽 우주국 탐사선은 다른 두 탐사 계획, 레이저 간섭계 우주 안테나와 국제 X선 관측소와 자금 경쟁을 벌이고 있다. 이는 미국 항공우주국이 독자적으로 계획을 진행한다는 비상 계획을 유지하는 이유이다.

## 임무 구조

유로파 목성계 임무에 현재 참여하고 있는 국가들(빨간색)과 참여에 관심을 보이고 있는 국가들(갈색)을 보여주는 지도.

EJSM/라플라스 탐사 계획의 특징은 여러 개의 탐사선들이 서로 협력한다는 것이었다. 여러 탐사선들은 다음과 같다.
- NASA: 목성 유로파 궤도선: 유로파와 이오 연구가 목적이었다.
- ESA: 목성 가니메데 궤도선: 가니메데와 칼리스토 연구가 목적이었다.
- JAXA: 목성 자기권 궤도선: 목성의 자기권 연구가 목적이었다.
- JAXA: 목성 트로이족 탐사선: 목성 트로이족 연구가 목적이었다.

유로파 목성계 임무의 기존 계획은 목성 유로파 궤도선과 목성 가니메데 궤도선을 사용해, 2020년에 목성을 향해 발사하여 유로파와 가니메데 궤도로 들어가기 전에 각각 목성계를 탐사하는 계획이었다. 두 탐사선은 독립된 두 기관이 각자 만들어 발사한 다음, 서로 협력하는 방식으로 운용될 계획이었다. 각각의 탐사선들은 발사일과 궤도가 완벽히 같지는 않을 예정이었지만, 상당히 비슷했을 것이다.

### 목표
탐사 계획의 주요 목표는 유로파와 가니메데에 집중하는 동안, 목성계의 행성 거주가능성을 판단하는 것이었다. 이 목표와 관련된 주요 과학적 목표들은 다음과 같다.
- 지하 바다 탐사.
- 얼음 지각과 지하의 물 연구.
- 가니메데의 내부 구조와 자기장 연구.
- 외기권, 플라스마 환경과 자기장의 상호작용 연구.
- 표면의 화학적 구성 성분 조사.
- 과거 또는 현재 활동 중인 표면 지형들의 생성 과정을 이해하고, 미래의 탐사를 위한 후보 착륙 지역을 식별하고 특징을 파악.